# Отто Баум
Отто Баум (нім. Otto Baum; 15 листопада 1911, Штеттен, Гогенцоллерн — 18 червня 1998, Штеттен, Баден-Вюртемберг) — німецький воєначальник часів Третього Рейху, оберфюрер військ СС (1944). Кавалер Лицарського хреста з Дубовим листям та Мечами (1944).

## Біографія
1 листопада 1933 року вступив у СС (посвідчення № 237 056), потім в НСДАП (партійний квиток № 4 197 040). В 1935 році поступив у юнкерську школу СС, після закінчення якої 20 квітня 1936 року зарахований у частини посилення СС. Учасник Польської і Французької кампаній, а також боїв на радянсько-німецькому фронті. Відзначився під час боїв у Дем'янському котлі, де командував 3-м батальйоном 3-го танкового полку СС 3-ї дивізії СС «Мертва голова». В 1943 році важко поранений. Після виздоровлення призначений командиром 5-го моторизованого полку 3-ї дивізії СС «Мертва голова». З 20 червня по 1 серпня 1944 року — командир 17-ї моторизованої дивізії СС «Гец фон Берліхінген». З 28 липня по 23 жовтня 1944 року — командир 2-ї танкової дивізії СС «Дас Райх». З 24 жовтня 1944 року — командир 16-ї моторизованої дивізії СС «Рейхсфюрер СС». 8 травня 1945 року разом із рештками дивізії здався британським військам у Австрії. Після звільнення в грудні 1948 року мешкав у ФРН.

## Нагороди
- Німецька імперська відзнака за фізичну підготовку в бронзі
- Спортивний знак СА в бронзі
- Відзнака Німецького товариства порятунку життя
- Йольський свічник
- Кільце «Мертва голова»
- Почесна шпага рейхсфюрера СС (16 вересня 1936)
- Медаль «У пам'ять 13 березня 1938 року»
- Залізний хрест
  - 2-го класу (12 вересня 1939)
  - 1-го класу (8 червня 1940)
- Штурмовий піхотний знак в бронзі (3 жовтня 1940)
- Німецький хрест в золоті (26 грудня 1941)
- Лицарський хрест Залізного хреста з дубовим листям і мечами
  - лицарський хрест (8 травня 1942)
  - дубове листя (№ 277; 22 серпня 1943)
  - мечі (№ 95; 2 вересня 1944)
- Медаль «За зимову кампанію на Сході 1941/42» (25 липня 1942)
- Нагрудний знак «За поранення» в сріблі (21 серпня 1943)
- Дем'янський щит (31 грудня 1943)
- Нарукавний знак «За знищений танк»

Військова кар'єра
- 1 листопада 1933 — анвертер СС
- 14 вересня 1934 — манн СС
- 24 квітня 1935 — юнкер СС
- 1 червня 1935 — роттенфюрер СС
- 25 лютого 1936 — штандартен-оберюнкер СС
- 20 квітня 1936 — унтерштурмфюрер СС
- 12 вересня 1937 — оберштурмфюрер СС
- 9 листопада 1939 — гауптштурмфюрер СС
- 3 березня 1941 — штурмбанфюрер СС
- 9 листопада 1942 — оберштурмбанфюрер СС
- 30 січня 1944 — штандартенфюрер СС
- 17 вересня 1944 — оберфюрер СС